# Gary Neville
Gary Alexander Neville (født 18. februar 1975) er en engelsk fodboldkommentator, og tidligere fodboldspiller og træner. Neville spillede i sin karriere som højre-back, og tilbragte hele sin spillerkarriere med Manchester United.
Han er en af de mest vindene engelske og europæiske fodboldspillere nogensinde, og vandt i sin karriere Premier League otte gange, tredjeflest nogensinde. Han vandt også UEFA Champions League to gange.

## Klubkarriere

### Tidlige karriere
Neville skiftede til Manchester United som ungdomsspiller i 1991. Han fik sin førsteholdsdebut den 16. september 1992 i en UEFA Cup-kamp imod russiske Torpedo Moskva. Han blev her del af den gruppe unge spillere som kom igennem ungdomsakademiet i starten af 1990'erne som fik kælenavnet Fergie's Fledglings. Han var her blandt spillere som hans bror Phil Neville, Ryan Giggs, David Beckham og Paul Scholes.
Nevilles førsteholdsgennembrud kom i løbet af 1994-95 sæsonen, hvor at den etablerede højre-back Paul Parker begyndte at døje med gentagende skadesproblemer. Han scorede sit første professionelle mål den 5. maj 1997 i en Premier League-kamp imod Middlesbrough.

### Treble-vinder
Neville var i 1998-99 en del af at Manchester United vandt The Treble, da de i sæsonen vandt Premier League, FA Cup og Champions League. Han var i disse år også med til at vinde seks mesterskaber, hvilke inkluderede tre mesterskaber i streg mellem 1999-2001.

### Anfører
Efter at Roy Keane havde forladt United i november 2005, så blev Neville valgt som holdets nye anfører. I januar 2006 skabte Neville kontrovers, da han fejrede et vindende mål af Rio Ferdinand over rivalerne Liverpool ved at juble foran Liverpool fansene. Han blev herpå givet en bøde på 5.000 pund for usportslig opførsel.
Han døjede i 2007-08 sæsonen med skadesproblemer, som endte med at betyde han ikke spillede en eneste ligakamp i sæsonen. United nåede i sæsonen til Champions League-finalen, hvor de sejrede over Chelsea. Neville spillede dog ikke i kampen, men han fik stadig en medalje eftersom han var del af truppen.
Neville vendte tilbage fra skadesproblemerne i 2008-09 sæsonen, men hans spilletid var ikke så meget som det havde været før skaderne, da han i stedet indtog en rolle som indskifter. I september 2010 valgte han at træde tilbage som anfører, så rollen kunne gå til en der spillede mere fast på holdet.

### Pension
Neville annoncerede i februar 2011, at han stoppede spillerkarrieren. Han havde på tidspunktet allerede spillet hvad blev hans sidste kamp, hvilket var en kamp imod West Bromwich Albion på nytårsdag 2011.

## Landsholdskarriere

### Ungdomslandshold
Neville har repræsenteret England på flere ungdomsniveauer.

### Seniorlandshold
Neville debuterede for Englands landshold den 3. juni 1995 i en venskabskamp imod Japan. Den 23. maj 1996 spillede han for første gang sammen med sin bror Phil i en landskamp imod Kina. Han spillede i løbet af sin karriere 85 landskampe for England, dog uden at score, og holder hermed rekorden som den højre-back med flest landskampe for England nogensinde. Han var også del af Englands trupper til flere internationale tuneringer.

## Trænerkarriere

### England
Neville blev i maj 2012 hyret som en af assistenttrænerne for Englands landshold under Roy Hodgson. Han forblev i denne rolle frem til juni 2015.

### Valencia
Neville blev meget overraskende hyret af spanske Valencia som cheftræner i december 2015. Hans tid som Valencia træner var dog ikke en succes, og efter kun 16 ligakampe, som inkluderede et 7-0 nederlag til FC Barcelona, så blev Neville fyret i marts 2016.

## Klubejer
I 2014 blev det annonceret at Neville sammen med sine tidligere holdkammerater Phil Neville, Paul Scholes, Ryan Giggs og Nicky Butt købte fodboldklubben Salford City som på tidspunktet spillede i den ottende bedste række i England. Få måneder senere købte den singaporeanske milliardær Peter Lim halvdelen af klubben.

## Mediakarriere
Neville blev i 2011 hyret som fodboldkommentator og ekspert hos SkySports. Fra 2014 af begyndte han her at arbejde sammen med sin gamle rival Jamie Carragher, og de to har siden dannet en af de mest populære medieduoer i England.

## Privat
Nevilles far var den tidligere cricketspiller Neville Neville og hans mor Jill arbejede som receptionist for den lokale fodboldklub Bury. Hans bror Phil Neville er også tidligere fodboldspiller, og hans søster Tracey Neville spillede netbold for England.